# Toto Arévalo
Alfonso «Toto» Arévalo Aranibar (Cochabamba, 26 de enero de 1951) es un periodista deportivo y abogado boliviano. Conocido por sus 53 años de ininterrumpida labor periodística en radio, prensa y televisión. Lo que lo llevó a presenciar y transmitir para Bolivia un total de 9 eventos Olímpicos y 11 Copas Mundiales de fútbol.

## Biografía
Alfonso "Toto" Arévalo Aranibar nació en Cochabamba el 26 de enero de 1951. Cursó la primaria en la escuela Juan Crisóstomo Carrillo y la secundaria en el Colegio Nacional Sucre, de la ciudad de Cochabamba. Estudió Derecho en la Facultad de Ciencias Jurídicas de la Universidad Mayor de San Simón. En su tesis de grado planteó que el futbolista es un trabajador y, como tal, deben ser reconocidos sus derechos laborales. Es abogado, pero no ejerce.
En 1988 recibió el título de Periodista profesional en provisión nacional. Casado con Sonia Deheza, de su matrimonio nacieron Ximena, Carola, Diego Alfonso y José Miguel. Se inició en el periodismo deportivo como redactor de noticias y conductor de programas musicales, en Radio Centro (Cochabamba, 1967). Fue redactor del Suplemento deportivo de Los Tiempos y jefe de la página deportiva del vespertino paceño Última Hora, corresponsal de la revista Goles, de Buenos Aires, y del diario HOY, de La Paz. Su labor radiofónica y televisiva lo llevó a ser el más caracterizado relator deportivo del audiovisual boliviano y realizador de la docu-serie Toda una vida, en la cual se reseña la historia del deporte en Bolivia, ilustrada con un precioso archivo fílmico y videográfico. Desde 1978 asistió a todos los mundiales de fútbol y a los Juegos Olímpicos desde Los Ángeles 1984. Desempeñó funciones públicas como ejecutivo de TV Boliviana, Secretario General de Deportes (1989-1993) y Presidente del Comité Organizador de los VIII Juegos Deportivos Bolivarianos. Fundó Radio Mundial FM, Radio Monumental FM y Deporte Total, cuya dirección ejerce actualmente.

## Distinciones
- Ilustre visitante y llaves de la ciudad, Dallas, TX, USA, agosto de 1990.
- Consejo Nacional del Deporte de Argentina, 18 de noviembre de 1991.
- Condecoración de la Ilustre Municipalidad de Viña del Mar, Chile con motivo de los Juegos Cono Sur (1992)
- Dirección General de Deportes y Recreación, Chile, junio de 1992.
- Huésped Ilustre: Alcaldía Municipal de Santa Cruz, abril de 1993.
- Condecoración del Consejo Nacional del Deporte, Paraguay, julio de 1993
- Seal of the Mayor, Providence, Rhode Island, USA. Vincent A. Ciani, Jr. Ilustre visitante, llaves de la ciudad, 28 de junio de 1994.
- Condecoración: Honor Cívico, Prócer Pedro Domingo Murillo, octubre de 2006.
- Huésped Distinguido de Sucre: Ordenanza Municipal 105/08 30 de octubre de 2008.
- Círculo de Periodistas Deportivos de Puno, diciembre de 2009.
- Ordenanza Municipal 465/309 Alcaldía Municipal de La Paz, Juan del Granado. Reconocimiento por labores y servicio, 4 de septiembre de 2010.
- Medalla de Honor al Mérito al mejor periodista de América Confederación Sudamericana de Fútbol (2011).[7]